# Desa Sukamulya (administrativ by i Indonesien, Banten, lat -6,82, long 106,30)
Desa Sukamulya är en administrativ by i Indonesien.   Den ligger i provinsen Banten, i den västra delen av landet, 90 km sydväst om huvudstaden Jakarta.